# 오탄
오탄(吳坦, 1939년 10월 16일~2009년 7월 30일)은 대한민국의 정치인이다. 제13·14대 국회의원을 지냈다.

## 역대 선거 결과
|  | 72.03% |

|  | 57.97% |